# Phytocoris purshiae
Phytocoris purshiae är en insektsart som beskrevs av Stonedahl 1988. Phytocoris purshiae ingår i släktet Phytocoris och familjen ängsskinnbaggar. Inga underarter finns listade i Catalogue of Life.